# Roboz Imre
Roboz Imre (Budapest, 1892. február 15. – Budapest, 1945. január 28.) magyar lapszerkesztő, színházigazgató. Tevékenységét a filmnél kezdte, később a budapesti Vígszínház két világháború közötti időszakának meghatározó vezetője volt.
Roboz Aladár filmvállalati- és színházigazgató bátyja, Roboz Zsuzsa festőművész apja.

## Pályafutása
Roth Dániel és Ungerleider Janka fia. A budapesti Barcsay utcai gimnázium elvégzése után nagybátyjának, Ungerleider Mór vállalkozónak, a Projectograph filmvállalat egyik alapítójának (Neumann József a másik) és vezérigazgatójának titkára lett. Szerkesztette a  cég érdekeltségi körébe tartozó Mozgófénykép Híradót. Erről a tevékenységéről írták 1920-ban: „Akkor még újságírói ambíciók hevítették Roboz Imrét, aki az első valóban komoly és nívós szaklapot éveken keresztül vezette és nevelt néhány szakírót a magyar kinematografiának.”
1914-ben nagybátyja kinevezte a Phönix Filmipari Rt. igazgatójává. A cég egyik mozijából, a mai Corvin Áruház helyén állt Apollóból kabarét alakított és szerződtette társulatával együtt Nagy Endrét. 1918. június 8-án Budapesten, az Erzsébetvárosban feleségül vette Lenkeffy Ica színésznőt, de 1923-ban elváltak. Később Grósz Edittel kötött házasságot.
A korai némafilmek idején két forgatókönyvet írt, Siklósi Ivánnal közösen; mindkét filmet Kertész Mihály rendezte:
- Ma és holnap (1912)
- Az éjszaka rabja (1914)

A Ma és holnapról írta Nemeskürty István A magyar film története című könyvében: „Ha van dátum, melyhez a magyar filmművészet születése köthető, akkor ez az.” Könyve végén ennek forgatókönyvét jelölte meg az első magyar forgatókönyvként.
Roboz Imre a főváros színházi életébe 1921-ben kapcsolódott be intenzíven, miután az amerikai Paramount filmes cég európai képviselője, Ben Blumenthal megvásárolta a Vígszínházat (egy verzió szerint „Blumenthalra Roboz rásózza a Vígszínházat”). Roboz Imre lett és maradt tizennyolc éven át a színház igazgatója, (Jób Dániel pedig a művészeti igazgatója). Blumnethal az 1922-ben megvásárolt Fővárosi Operettszínházat is a gondjaira bízta, majd 1926-ban eladta itteni érdekeltségeit. Lexikonok szerint Roboz Imre 1926-tól 1939-ig a Vígszínház bérlőigazgatója volt;, egy másik verzió szerint 1926-ban „kivásárolja a részvényeket és a színház valódi tulajdonosa is lesz.” Molnár Gál Péter színikritikus, színháztörténész így fogalmaz: „Roboz átveszi Ben Blumenthaltól a lipótvárosi színházat. 1926–1931: Roboz bérlőigazgató. 1935-ben hozzáveszi kamaraszínházként” a Révay utcai egykori mulatót (Pesti Színház néven). 1939-ben a zsidóellenes törvények miatt le kellett mondania; ekkor a színházat „megvásárolja tőle 350 ezer pengőért Becsei Vilmos gyáros…”
Nagy hozzáértéssel és a nehezedő gazdasági körülmények között is eredményesen vezette a színházat. A Víg magánszínház volt, „saját lábán” kellett megállnia. A válságos 1920–1930-as években színházak sora ment tönkre, a Vígszínház azonban fennmaradt. Megőrizte színvonalát, hagyományos stílusát és kiváló színészeinek sorát.
Miután meg kellett válnia a színháztól, Roboz Imre a háttérből még jó ideig irányította a gazdasági ügyeket. A Budapesti Színigazgatók Szövetségének 1921-től alelnöke, 1931-től 1939-ig elnöke volt. A háború idején mentességi papírokat szerzett, elhagyhatta volna az országot, de nem tette. A nyilas hatalomátvétel után bujkálnia kellett. 1944 decemberében vagy 1945 januárjában egyik búvóhelyéről egy másikra, Bajor Gizi villájába tartott, amikor egy budai utcán nyilasok lőtték agyon.

## Emlékezete
Janovics Jenő: „Nem szabad hallgatással mellőzni azokat a komoly érdemeket, amelyekkel Roboz Imre, a Vígszínház mostani [akkori] vezérigazgatója szolgálta a magyar filmgyártást. (...) Igazi névtelen hőse a magyar filmgyártás gyermek-küzdelmeinek, de mi hálásan emlékezünk arra, milyen hasznos irányítással, mennyi jó művészi és üzleti ötlettel, milyen finom ízléssel és mennyi áldozatkészséggel segítette ő a magyar filmgyártás tapogatózását.”
1991-ben Roboz Zsuzsi angliai festőművész apja emlékére a Vígszínházban Roboz Imre Művészeti Emlékdíjat hozott létre. Apját ábrázoló festményét a színháznak adta át, melyet az alagsori büfé előcsarnokában helyeztek el. A Roboz Imre-díjat első alkalommal Horvai Istvánnak, később számos kiváló színésznek és vezető rendezőnek ítélték oda.